# Troisième circonscription de Meurthe-et-Moselle
La troisième circonscription de Meurthe-et-Moselle est l'une des six circonscriptions législatives françaises que compte le département de Meurthe-et-Moselle (54) situé en région Grand Est.

## Description géographique et démographique

### De 1958 à 1986
Le département avait sept circonscriptions.
La troisième circonscription de Meurthe-et-Moselle était composée de :
- canton de Nancy-Est
- canton de Nancy-Sud

Source : Journal Officiel du 14-15 octobre 1958.

### Depuis 1988
La troisième circonscription de Meurthe-et-Moselle est délimitée par le découpage électoral de la loi no 86-1197 du 24 novembre 1986
, elle regroupe les divisions administratives suivantes : 
- Canton d'Audun-le-Roman
- Canton de Briey
- Canton de Herserange
- Canton de Longwy
- Canton de Mont-Saint-Martin
- Canton de Villerupt.

D'après le recensement général de la population en 1999, réalisé par l'Institut national de la statistique et des études économiques (INSEE), la population totale de cette circonscription est estimée à 94 403 habitants,.

## Historique des députations
| Législature | Début de mandat | Fin de mandat   | N° | Député               | Parti politique | Observations |
| Ième        | 9 décembre 1958 | 9 octobre 1962  | 1  | Pierre Weber         | CNIP            | Mandat écourté à la suite d'une dissolution parlementaire décidée par Charles de Gaulle. |
| IIème       | 6 décembre 1962 | 2 avril 1967    | 1  | Pierre Weber         | RI              | |
| IIIème      | 3 avril 1967    | 30 mai 1968     | 1  | Pierre Weber         | RI              | Mandat écourté à la suite d'une dissolution parlementaire décidée par Charles de Gaulle. |
| IVème       | 11 juillet 1968 | 1er avril 1973  | 1  | Pierre Weber         | RI - UDR        | |
| Vème        | 2 avril 1973    | 2 avril 1978    | 1  | Pierre Weber         | RI              | |
| VIème       | 3 avril 1978    | 22 mai 1981     | 2  | André Rossinot       | UDF             | Mandat écourté à la suite d'une dissolution parlementaire décidée par François Mitterrand.                                                                                                   |
| VIIème      | 2 juillet 1981  | 1er avril 1986  | 2  | André Rossinot       | UDF             | |
| VIIIème     | 2 avril 1986    | 14 mai 1988     |    | Aucun                | Aucun           | Proportionnelle par département, pas de député par circonscription. Mandat écourté à la suite d'une dissolution parlementaire décidée par le Président de la République François Mitterrand. |
| IXème       | 23 juin 1988    | 1er avril 1993  | 3  | Claude Gaillard,     | UDF,            | |
| Xème        | 2 avril 1993    | 21 avril 1997   | 3  | Claude Gaillard,     | UDF,            | Mandat écourté à la suite d'une dissolution parlementaire décidée par Jacques Chirac. |
| XIème       | 12 juin 1997    | 18 juin 2002    | 3  | Claude Gaillard,     | UDF,            | |
| XIIème      | 19 juin 2002    | 19 juin 2007    |    | Claude Gaillard,     | UMP,            | |
| XIIIème     | 20 juin 2007    | 19 juin 2012    | 4  | Valérie Rosso-Debord | UMP             | |
| XIVème      | 20 juin 2012    | 20 juin 2017    | 5  | Christian Eckert     | PS              | |
| XVème       | 21 juin 2017    | 21 juin 2022    | 6  | Xavier Paluszkiewicz | LREM            | |
| XVIème      | 22 juin 2022    | 18 juillet 2024 | 7  | Martine Étienne      | LFI             | |
| XVIIème     | 18 juillet 2024 | en cours        | 8  | Frédéric Weber       | RN              | |

## Historique des élections

### Élections de 1958
| Candidat       | Candidat         | Parti          | Premier tour | Premier tour | Second tour | Second tour |  |
| Candidat       | Candidat         | Parti          | Voix         | %            | Voix        | %           |  |
| -------------- | ---------------- | -------------- | ------------ | ------------ | ----------- | ----------- |  |
|                | Pierre Weber élu | CNIP           | 18 375       | 42,03        | 20 809      | 51,18       |  |
|                | André Eigner     | UNR            | 8 618        | 19,71        | 14 657      | 36,05       |  |
|                | Marcel Martin    | Radsoc         | 6 397        | 14,63        | Retrait     | Retrait     |  |
|                | Augusta Guy      | PCF            | 4 970        | 11,37        | 5 195       | 12,78       |  |
|                | Fernand Woh      | SFIO           | 3 653        | 8,36         | Retrait     | Retrait     |  |
|                | Fernand Sourdot  | Modérés        | 1 706        | 3,9          |             |             |  |
|                |                  |                |              |              |             |             |  |
| Inscrits       | Inscrits         | Inscrits       | 57 850       | 100,00       | 57 850      | 100,00      |  |
| Abstentions    | Abstentions      | Abstentions    | 12 678       | 21,92        | 15 738      | 27,2        |  |
| Votants        | Votants          | Votants        | 45 172       | 78,08        | 42 112      | 72,8        |  |
| Blancs et nuls | Blancs et nuls   | Blancs et nuls | 1 453        | 3,22         | 1 451       | 3,45        |  |
| Exprimés       | Exprimés         | Exprimés       | 43 719       | 96,78        | 40 661      | 96,55       |  |

Le suppléant de Pierre Weber était Maurice Camal, conseiller général, adjoint au maire de Nancy.

### Élections de 1962
|                | Pierre Weber sortant réélu | RI             | 27 734 | 75,09  |  |  |  |
|                | Augusta Guy                | PCF            | 5 012  | 13,57  |  |  |  |
|                | Louis Chabert              | SFIO           | 4 190  | 11,34  |  |  |  |
|                |                            |                |        |        |  |  |  |
| Inscrits       | Inscrits                   | Inscrits       | 56 769 | 100,00 |  |  |  |
| Abstentions    | Abstentions                | Abstentions    | 17 958 | 31,63  |  |  |  |
| Votants        | Votants                    | Votants        | 38 811 | 68,37  |  |  |  |
| Blancs et nuls | Blancs et nuls             | Blancs et nuls | 1 875  | 4,83   |  |  |  |
| Exprimés       | Exprimés                   | Exprimés       | 36 936 | 95,17  |  |  |  |

Le suppléant de Pierre Weber était le Docteur Henri de Miscault, adjoint au maire d'Essey-lès-Nancy.

### Élections de 1967
|                | Pierre Weber sortant réélu | RI             | 25 827 | 58,22  |  |  |  |
|                | Marcel Deville             | FGDS (Radical) | 10 313 | 23,25  |  |  |  |
|                | René Aubert                | PCF            | 8 223  | 18,54  |  |  |  |
|                |                            |                |        |        |  |  |  |
| Inscrits       | Inscrits                   | Inscrits       | 56 307 | 100,00 |  |  |  |
| Abstentions    | Abstentions                | Abstentions    | 9 574  | 17     |  |  |  |
| Votants        | Votants                    | Votants        | 46 733 | 83     |  |  |  |
| Blancs et nuls | Blancs et nuls             | Blancs et nuls | 2 370  | 5,07   |  |  |  |
| Exprimés       | Exprimés                   | Exprimés       | 44 363 | 94,93  |  |  |  |

Le suppléant de Pierre Weber était Henri de Miscault.

### Élections de 1968
|                | Pierre Weber sortant réélu | RI (URP)       | 27 106 | 62,18  |  |  |  |
|                | René Aubert                | PCF            | 5 798  | 13,3   |  |  |  |
|                | Marcel Deville             | FGDS (Radical) | 5 641  | 12,94  |  |  |  |
|                | Marie-Claude Vayssade      | PSU            | 5 045  | 11,57  |  |  |  |
|                |                            |                |        |        |  |  |  |
| Inscrits       | Inscrits                   | Inscrits       | 58 124 | 100,00 |  |  |  |
| Abstentions    | Abstentions                | Abstentions    | 13 488 | 23,21  |  |  |  |
| Votants        | Votants                    | Votants        | 44 636 | 76,79  |  |  |  |
| Blancs et nuls | Blancs et nuls             | Blancs et nuls | 1 046  | 2,34   |  |  |  |
| Exprimés       | Exprimés                   | Exprimés       | 43 590 | 97,66  |  |  |  |

Le suppléant de Pierre Weber était Henri de Miscault.

### Élections de 1973
| Candidat       | Candidat                    | Parti          | Premier tour | Premier tour | Second tour | Second tour |  |
| Candidat       | Candidat                    | Parti          | Voix         | %            | Voix        | %           |  |
| -------------- | --------------------------- | -------------- | ------------ | ------------ | ----------- | ----------- |  |
|                | Pierre Deiber               | MR             | 7 383        | 16,5         | 13 840      | 30,61       |  |
|                | Pierre Weber sortant réélu  | RI (URP)       | 7 321        | 16,36        | 16 745      | 37,03       |  |
|                | René Aubert                 | PCF            | 7 178        | 16,04        | 14 629      | 32,36       |  |
|                | André Eigner                | UDR (URP)      | 6 780        | 15,15        | Retrait     | Retrait     |  |
|                | Julien Bridoux              | PS (UGSD)      | 6 338        | 14,16        | Retrait     | Retrait     |  |
|                | Roland Teyssandier          | Divers droite  | 4 456        | 9,96         |             |             |  |
|                | Marie-Jeanne Bleuzet-Julbin | Divers droite  | 3 208        | 7,17         |             |             |  |
|                | Marie-Claude Vayssade       | PSU            | 2 092        | 4,67         |             |             |  |
|                |                             |                |              |              |             |             |  |
| Inscrits       | Inscrits                    | Inscrits       | 61 243       | 100,00       | 61 247      | 100,00      |  |
| Abstentions    | Abstentions                 | Abstentions    | 14 958       | 24,42        | 14 553      | 23,76       |  |
| Votants        | Votants                     | Votants        | 46 285       | 75,58        | 46 694      | 76,24       |  |
| Blancs et nuls | Blancs et nuls              | Blancs et nuls | 1 529        | 3,3          | 1 480       | 3,17        |  |
| Exprimés       | Exprimés                    | Exprimés       | 44 756       | 96,7         | 45 214      | 96,83       |  |

Le suppléant de Pierre Weber était Jules Houot, directeur d'école, maire de Velaine-sous-Amance.

### Élections de 1978
| Candidat       | Candidat             | Parti          | Premier tour | Premier tour | Second tour | Second tour |  |
| Candidat       | Candidat             | Parti          | Voix         | %            | Voix        | %           |  |
| -------------- | -------------------- | -------------- | ------------ | ------------ | ----------- | ----------- |  |
|                | Daniel Groscolas     | PS             | 14 667       | 28,12        | 24 897      | 46,66       |  |
|                | André Rossinot élu   | UDF (Rad)      | 14 510       | 27,82        | 28 461      | 53,34       |  |
|                | Pierre Weber sortant | UDF (PR)       | 12 143       | 23,28        | Retrait     | Retrait     |  |
|                | Yvette Borelli       | PCF            | 7 011        | 13,44        |             |             |  |
|                | Christian Brésillon  | Divers         | 1 688        | 3,24         |             |             |  |
|                | Pierre Guilmin       | PSU (FA)       | 1 085        | 2,08         |             |             |  |
|                | Pierre Pinaud        | LO             | 1 061        | 2,03         |             |             |  |
|                |                      |                |              |              |             |             |  |
| Inscrits       | Inscrits             | Inscrits       | 68 054       | 100,00       | 68 054      | 100,00      |  |
| Abstentions    | Abstentions          | Abstentions    | 14 708       | 21,61        | 13 426      | 19,73       |  |
| Votants        | Votants              | Votants        | 53 346       | 78,39        | 54 628      | 80,27       |  |
| Blancs et nuls | Blancs et nuls       | Blancs et nuls | 1 181        | 2,21         | 1 270       | 2,32        |  |
| Exprimés       | Exprimés             | Exprimés       | 52 165       | 97,79        | 53 358      | 97,68       |  |

Le suppléant d'André Rossinot était Jean-Luc Riethmuller, fonctionnaire au Ministère de l'Agriculture, adjoint au maire d'Essey-lès-Nancy.

### Élections de 1981
|                | André Rossinot sortant réélu | UDF (Rad)      | 22 290 | 50,33  |  |  |  |
|                | Daniel Groscolas             | PS             | 17 645 | 39,84  |  |  |  |
|                | Jean-Paul Mougel             | PCF            | 3 175  | 7,17   |  |  |  |
|                | Jean Leblanc                 | PSU            | 1 180  | 2,66   |  |  |  |
|                |                              |                |        |        |  |  |  |
| Inscrits       | Inscrits                     | Inscrits       | 68 613 | 100,00 |  |  |  |
| Abstentions    | Abstentions                  | Abstentions    | 23 620 | 34,42  |  |  |  |
| Votants        | Votants                      | Votants        | 44 993 | 65,58  |  |  |  |
| Blancs et nuls | Blancs et nuls               | Blancs et nuls | 703    | 1,56   |  |  |  |
| Exprimés       | Exprimés                     | Exprimés       | 44 290 | 98,44  |  |  |  |

Le suppléant d'André Rossinot était Jean-Luc Riethmuller.

### Élections de 1988
| Candidat       | Candidat            | Parti          | Premier tour | Premier tour | Second tour | Second tour |  |
| Candidat       | Candidat            | Parti          | Voix         | %            | Voix        | %           |  |
| -------------- | ------------------- | -------------- | ------------ | ------------ | ----------- | ----------- |  |
|                | Claude Gaillard élu | UDF (PR) (URC) | 15 013       | 43,24        | 18 993      | 51,72       |  |
|                | Antoine Troglic     | PS             | 13 297       | 38,3         | 17 727      | 48,28       |  |
|                | Daniel Reichert     | FN             | 3 290        | 9,48         |             |             |  |
|                | Claude Wild         | PCF            | 3 122        | 8,99         |             |             |  |
|                |                     |                |              |              |             |             |  |
| Inscrits       | Inscrits            | Inscrits       | 58 663       | 100,00       | 58 656      | 100,00      |  |
| Abstentions    | Abstentions         | Abstentions    | 23 338       | 39,78        | 21 209      | 36,16       |  |
| Votants        | Votants             | Votants        | 35 325       | 60,22        | 37 447      | 63,84       |  |
| Blancs et nuls | Blancs et nuls      | Blancs et nuls | 603          | 1,71         | 727         | 1,94        |  |
| Exprimés       | Exprimés            | Exprimés       | 34 722       | 98,29        | 36 720      | 98,06       |  |

Le suppléant de Claude Gaillard était Marcel Le Bihan, maire de Pompey.

### Élections de 1993
| Candidat       | Candidat                      | Parti          | Premier tour | Premier tour | Second tour | Second tour |  |
| Candidat       | Candidat                      | Parti          | Voix         | %            | Voix        | %           |  |
| -------------- | ----------------------------- | -------------- | ------------ | ------------ | ----------- | ----------- |  |
|                | Claude Gaillard sortant réélu | UDF (PR)       | 15 184       | 42,67        | 20 010      | 59,27       |  |
|                | Jean-François Grandbastien    | PS (ADFP)      | 6 555        | 18,42        | 13 749      | 40,73       |  |
|                | Gérard Bargoin                | FN             | 4 388        | 12,33        |             |             |  |
|                | Daniel Peytoureau             | GÉ (EÉ)        | 3 129        | 8,79         |             |             |  |
|                | Claude Wild                   | PCF            | 2 505        | 7,04         |             |             |  |
|                | Patrick Drie                  | Divers         | 1 731        | 4,86         |             |             |  |
|                | Marianne Ksikisse             | LT-LNÉ         | 1 177        | 3,31         |             |             |  |
|                | Dominique Barbin              | LO             | 831          | 2,34         |             |             |  |
|                | Elisabeth Souvay              | PLN            | 88           | 0,25         |             |             |  |
|                |                               |                |              |              |             |             |  |
| Inscrits       | Inscrits                      | Inscrits       | 59 340       | 100,00       | 59 338      | 100,00      |  |
| Abstentions    | Abstentions                   | Abstentions    | 21 995       | 37,07        | 23 053      | 38,85       |  |
| Votants        | Votants                       | Votants        | 37 345       | 62,93        | 36 285      | 61,15       |  |
| Blancs et nuls | Blancs et nuls                | Blancs et nuls | 1 757        | 4,7          | 2 526       | 6,96        |  |
| Exprimés       | Exprimés                      | Exprimés       | 35 588       | 95,3         | 33 759      | 93,04       |  |

Le suppléant de Claude Gaillard était Marcel Le Bihan.

### Élections de 1997
| Candidat       | Candidat                      | Parti          | Premier tour | Premier tour | Second tour | Second tour |  |
| Candidat       | Candidat                      | Parti          | Voix         | %            | Voix        | %           |  |
| -------------- | ----------------------------- | -------------- | ------------ | ------------ | ----------- | ----------- |  |
|                | Claude Gaillard sortant réélu | UDF (PR)       | 10 978       | 31,58        | 18 353      | 50,02       |  |
|                | Claudine Barthélemy           | PS             | 9 129        | 26,26        | 18 340      | 49,98       |  |
|                | Jean-Pierre Pelot             | FN             | 4 898        | 14,09        |             |             |  |
|                | Richard Mathieu               | PCF            | 2 477        | 7,13         |             |             |  |
|                | Michel Docq                   | LDI (MPF)      | 1 332        | 3,83         |             |             |  |
|                | Denys Crolotte                | Les Verts      | 1 326        | 3,81         |             |             |  |
|                | Dominique Barbin              | LO             | 1 285        | 3,7          |             |             |  |
|                | Georgette Lemay               | GÉ             | 1 274        | 3,67         |             |             |  |
|                | Jean-Louis Bauer              | Divers droite  | 983          | 2,83         |             |             |  |
|                | Isabelle Gérard               | LCR            | 579          | 1,67         |             |             |  |
|                | Philippe Louis                | Divers gauche  | 499          | 1,44         |             |             |  |
|                |                               |                |              |              |             |             |  |
| Inscrits       | Inscrits                      | Inscrits       | 57 054       | 100,00       | 57 052      | 100,00      |  |
| Abstentions    | Abstentions                   | Abstentions    | 20 843       | 36,53        | 18 417      | 32,28       |  |
| Votants        | Votants                       | Votants        | 36 211       | 63,47        | 38 635      | 67,72       |  |
| Blancs et nuls | Blancs et nuls                | Blancs et nuls | 1 451        | 4,01         | 1 942       | 5,03        |  |
| Exprimés       | Exprimés                      | Exprimés       | 34 760       | 95,99        | 36 693      | 94,97       |  |

La suppléante de Claude Gaillard était Annie Leclerc.

### Élections de 2002
| Candidat       | Candidat                      | Parti            | Premier tour | Premier tour | Second tour | Second tour |  |
| Candidat       | Candidat                      | Parti            | Voix         | %            | Voix        | %           |  |
| -------------- | ----------------------------- | ---------------- | ------------ | ------------ | ----------- | ----------- |  |
|                | Claude Gaillard sortant réélu | UMP              | 16 292       | 47           | 17 887      | 57,43       |  |
|                | Jean-François Pasquet         | Les Verts (PS)   | 9 215        | 26,58        | 13 261      | 42,57       |  |
|                | Évelyne Piton                 | FN               | 3 485        | 10,05        |             |             |  |
|                | Sonia Génicot                 | PCF              | 1 334        | 3,85         |             |             |  |
|                | Pierre Bardelli               | Pôle républicain | 1 198        | 3,46         |             |             |  |
|                | Isabelle Gérard               | LCR              | 921          | 2,66         |             |             |  |
|                | Guy Boiche                    | MPF              | 479          | 1,38         |             |             |  |
|                | Dominique Barbin              | LO               | 476          | 1,37         |             |             |  |
|                | Hervé Colnot                  | MÉI              | 443          | 1,28         |             |             |  |
|                | Pierre Bailly                 | MNR              | 386          | 1,11         |             |             |  |
|                | Véronique Monzein             | GÉ               | 310          | 0,89         |             |             |  |
|                | Sandrine Favier               | CPNT             | 124          | 0,36         |             |             |  |
|                |                               |                  |              |              |             |             |  |
| Inscrits       | Inscrits                      | Inscrits         | 56 593       | 100,00       | 56 593      | 100,00      |  |
| Abstentions    | Abstentions                   | Abstentions      | 21 401       | 37,82        | 24 497      | 43,29       |  |
| Votants        | Votants                       | Votants          | 35 192       | 62,18        | 32 096      | 56,71       |  |
| Blancs et nuls | Blancs et nuls                | Blancs et nuls   | 529          | 1,5          | 948         | 2,95        |  |
| Exprimés       | Exprimés                      | Exprimés         | 34 663       | 98,5         | 31 148      | 97,05       |  |

La suppléante de Claude Gaillard était Mireille Gazin, directrice d'école, première adjointe au maire de Maxéville.

### Élections de 2007
| Candidat       | Candidat                  | Parti               | Premier tour | Premier tour | Second tour | Second tour |  |
| Candidat       | Candidat                  | Parti               | Voix         | %            | Voix        | %           |  |
| -------------- | ------------------------- | ------------------- | ------------ | ------------ | ----------- | ----------- |  |
|                | Valérie Rosso-Debord élue | UMP                 | 14 429       | 43,38        | 16 718      | 51,37       |  |
|                | Pascal Jacquemin          | PS                  | 9 735        | 29,27        | 15 825      | 48,63       |  |
|                | Lucienne Redercher        | UDF–MoDem           | 3 288        | 9,89         |             |             |  |
|                | Patrick Hatzig            | PCF                 | 1 424        | 4,28         |             |             |  |
|                | Serge Alet                | FN                  | 1 369        | 4,12         |             |             |  |
|                | François Doucet           | Les Verts           | 970          | 2,92         |             |             |  |
|                | Émilie Colin              | Extrême gauche (GA) | 853          | 2,56         |             |             |  |
|                | Dominique Barbin          | LO                  | 364          | 1,09         |             |             |  |
|                | Marie-Claude Nowakowski   | MÉI                 | 342          | 1,03         |             |             |  |
|                | Catherine Sertelet        | Divers              | 245          | 0,74         |             |             |  |
|                | Patrick Gicquel           | MNR                 | 211          | 0,63         |             |             |  |
|                | Christelle Crespin        | Divers              | 31           | 0,09         |             |             |  |
|                |                           |                     |              |              |             |             |  |
| Inscrits       | Inscrits                  | Inscrits            | 58 299       | 100,00       | 58 299      | 100,00      |  |
| Abstentions    | Abstentions               | Abstentions         | 24 634       | 42,25        | 24 897      | 42,71       |  |
| Votants        | Votants                   | Votants             | 33 665       | 57,75        | 33 402      | 57,29       |  |
| Blancs et nuls | Blancs et nuls            | Blancs et nuls      | 404          | 1,2          | 859         | 2,57        |  |
| Exprimés       | Exprimés                  | Exprimés            | 33 261       | 98,8         | 32 543      | 97,43       |  |

### Élections de 2012
| Candidat       | Candidat                       | Parti          | Premier tour | Premier tour | Second tour | Second tour |  |
| Candidat       | Candidat                       | Parti          | Voix         | %            | Voix        | %           |  |
| -------------- | ------------------------------ | -------------- | ------------ | ------------ | ----------- | ----------- |  |
|                | Christian Eckert sortant réélu | PS             | 16 256       | 39,53        | 24 780      | 66,38       |  |
|                | Étienne Mangeot                | UMP            | 7 720        | 18,77        | 12 552      | 33,62       |  |
|                | Serge de Carli                 | FG (PCF)       | 7 555        | 18,37        |             |             |  |
|                | Audrey Iozzo                   | RBM (FN)       | 6 280        | 15,27        |             |             |  |
|                | Véronique Guillotin            | PRV            | 1 286        | 3,13         |             |             |  |
|                | Michel Testi                   | LT-LNÉ         | 502          | 1,22         |             |             |  |
|                | Marie Mavande                  | DLR            | 403          | 0,98         |             |             |  |
|                | Marie-Claude Nowakowski        | MÉI            | 400          | 0,97         |             |             |  |
|                | Annick Jolivet                 | LO             | 288          | 0,70         |             |             |  |
|                | Muriel Jacques                 | NPA            | 266          | 0,65         |             |             |  |
|                | Georges Latrive                | PVB            | 172          | 0,42         |             |             |  |
|                |                                |                |              |              |             |             |  |
| Inscrits       | Inscrits                       | Inscrits       | 83 088       | 100,00       | 83 073      | 100,00      |  |
| Abstentions    | Abstentions                    | Abstentions    | 41 427       | 49,86        | 44 330      | 53,36       |  |
| Votants        | Votants                        | Votants        | 41 661       | 50,14        | 38 743      | 46,64       |  |
| Blancs et nuls | Blancs et nuls                 | Blancs et nuls | 533          | 1,28         | 1 411       | 3,64        |  |
| Exprimés       | Exprimés                       | Exprimés       | 41 128       | 98,72        | 37 332      | 96,36       |  |

### Élections de 2017
|                                                                                     |                                                   |                           |                           |                          |                          |
|                                                                                     |                                                   | Premier tour 11 juin 2017 | Premier tour 11 juin 2017 | Second tour 18 juin 2017 | Second tour 18 juin 2017 |
|                                                                                     |                                                   |                           |                           |                          |                          |
|                                                                                     |                                                   | Nombre                    | % des inscrits            | Nombre                   | % des inscrits           |
| Inscrits                                                                            | Inscrits                                          | 82 309                    | 100,00                    | 82 580                   | 100,00                   |
| Abstentions                                                                         | Abstentions                                       | 50 221                    | 61,02                     | 53 644                   | 64,96                    |
| Votants                                                                             | Votants                                           | 32 088                    | 38,98                     | 28 936                   | 35,04                    |
|                                                                                     |                                                   |                           | % des votants             |                          | % des votants            |
| Bulletins blancs                                                                    | Bulletins blancs                                  | 477                       | 1,49                      | 1 632                    | 5,64                     |
| Bulletins nuls                                                                      | Bulletins nuls                                    | 205                       | 0,64                      | 751                      | 2,60                     |
| Suffrages exprimés                                                                  | Suffrages exprimés                                | 31 406                    | 97,87                     | 26 553                   | 91,76                    |
|                                                                                     |                                                   |                           |                           |                          |                          |
| Étiquette politique                                                                 | Étiquette politique                               | Voix                      | % des exprimés            | Voix                     | % des exprimés           |
|                                                                                     |                                                   |                           |                           |                          |                          |
|                                                                                     | Xavier Paluszkiewicz La République en marche      | 10 123                    | 32,23                     | 13 917                   | 52,41                    |
|                                                                                     | Patrice Zolfo La France insoumise                 | 4 997                     | 15,91                     | 12 636                   | 47,59                    |
|                                                                                     | Céline Dolcemascolo Front national                | 4 558                     | 14,51                     |                          |                          |
|                                                                                     | Christian Eckert Parti socialiste                 | 2 990                     | 9,52                      |                          |                          |
|                                                                                     | Mathieu Servagi Les Républicains diss.            | 2 921                     | 9,30                      |                          |                          |
|                                                                                     | Jean-Marc Leon Parti communiste français          | 2 569                     | 8,18                      |                          |                          |
|                                                                                     | Mikaël Agopiantz Europe Écologie Les Verts        | 741                       | 2,36                      |                          |                          |
|                                                                                     | Arnaud Le Nenan Divers droite                     | 690                       | 2,20                      |                          |                          |
|                                                                                     | Sonia Sadoune Mouvement démocrate                 | 474                       | 1,51                      |                          |                          |
|                                                                                     | Christiane Vautrin Debout la France               | 411                       | 1,31                      |                          |                          |
|                                                                                     | Annick Jolivet Lutte ouvrière                     | 244                       | 0,78                      |                          |                          |
|                                                                                     | Cécile Girardet Union populaire républicaine      | 242                       | 0,77                      |                          |                          |
|                                                                                     | Walter Di Luigi Sans étiquette                    | 187                       | 0,60                      |                          |                          |
|                                                                                     | Pierre Lux Parti ouvrier indépendant démocratique | 136                       | 0,43                      |                          |                          |
|                                                                                     | Didier Suardi Divers droite                       | 123                       | 0,39                      |                          |                          |
| Source : Ministère de l'Intérieur - Troisième circonscription de Meurthe-et-Moselle |                                                   |                           |                           |                          |                          |

### Élections de 2022
Les élections législatives françaises de 2022 se déroulent les dimanches 12 et 19 juin 2022.
|                                                    |                                                                                      |                           |                           |                          |                          |
|                                                    |                                                                                      | Premier tour 12 juin 2022 | Premier tour 12 juin 2022 | Second tour 19 juin 2022 | Second tour 19 juin 2022 |
|                                                    |                                                                                      |                           |                           |                          |                          |
|                                                    |                                                                                      | Nombre                    | % des inscrits            | Nombre                   | % des inscrits           |
| Inscrits                                           | Inscrits                                                                             | 80 739                    | 100,00                    | 80 751                   | 100,00                   |
| Abstentions                                        | Abstentions                                                                          | 50 601                    | 62,67                     | 51 770                   | 64,11                    |
| Votants                                            | Votants                                                                              | 30 138                    | 37,33                     | 28 981                   | 35,89                    |
|                                                    |                                                                                      |                           | % des votants             |                          | % des votants            |
| Bulletins blancs                                   | Bulletins blancs                                                                     | 441                       | 1,46                      | 1 569                    | 5,41                     |
| Bulletins nuls                                     | Bulletins nuls                                                                       | 175                       | 0,58                      | 675                      | 2,33                     |
| Suffrages exprimés                                 | Suffrages exprimés                                                                   | 29 522                    | 97,96                     | 26 737                   | 92,26                    |
|                                                    |                                                                                      |                           |                           |                          |                          |
| Candidat Étiquette politique (partis et alliances) | Candidat Étiquette politique (partis et alliances)                                   | Voix                      | % des exprimés            | Voix                     | % des exprimés           |
|                                                    |                                                                                      |                           |                           |                          |                          |
|                                                    | Xavier Paluszkiewicz* La République en marche (Ensemble !)                           | 7 429                     | 25,16                     | 12 851                   | 48,06                    |
|                                                    | Martine Étienne La France insoumise (Nouvelle Union populaire écologique et sociale) | 7 345                     | 24,88                     | 13 886                   | 51,94                    |
|                                                    | Muriel Di Rezze Rassemblement national                                               | 7 061                     | 23,92                     |                          |                          |
|                                                    | Francis Herbays Parti socialiste diss.                                               | 2 690                     | 9,11                      |                          |                          |
|                                                    | Mathieu Servagi Les Républicains                                                     | 1 814                     | 6,14                      |                          |                          |
|                                                    | Nicolas Rosskopf Reconquête                                                          | 1 255                     | 4,25                      |                          |                          |
|                                                    | Véronique Foltz Écologie au centre                                                   | 807                       | 2,73                      |                          |                          |
|                                                    | Eurydice Reinert Ensemble Pour les Libertés                                          | 322                       | 1,09                      |                          |                          |
|                                                    | Xavier Boury Lutte ouvrière                                                          | 301                       | 1,02                      |                          |                          |
|                                                    | Françoise Kral Parti ouvrier indépendant                                             | 284                       | 0,96                      |                          |                          |
|                                                    | Matteo Germini Mouvement pour la jeunesse                                            | 188                       | 0,64                      |                          |                          |
|                                                    | Xavier Beaudouin Parti Pirate                                                        | 20                        | 0,07                      |                          |                          |
|                                                    | Frédéric Grasse sans étiquette                                                       | 6                         | 0,02                      |                          |                          |
| * Député sortant                                   |                                                                                      |                           |                           |                          |                          |

### Élections de 2024
| Candidat                 | Candidat                 | Parti et coalition            | Nuance                   | Premier tour | Premier tour | Second tour | Second tour |
| Candidat                 | Candidat                 | Parti et coalition            | Nuance                   | Voix         | %            | Voix        | %           |
| ------------------------ | ------------------------ | ----------------------------- | ------------------------ | ------------ | ------------ | ----------- | ----------- |
|                          | Frédéric Weber           | Rassemblement national        | RN                       | 19938        | 43.46%       | 23252       | 53.63%      |
|                          | Martine Étienne,         | LFI - Nouveau Front populaire | UG                       | 13068        | 28.49%       | 20104       | 46.37%      |
|                          | Valérie Maurice          | Renaissance                   | ENS                      | 8248         | 17.98%       |             |             |
|                          | Mathieu Servagi          | Les Républicains              | LR                       | 3599         | 7.85%        |             |             |
|                          | Xavier Boury             | Lutte Ouvrière                | EXG                      | 1022         | 2.23%        |             |             |
|                          |                          |                               |                          |              |              |             |             |
| Votes valides            | Votes valides            | Votes valides                 | Votes valides            | 45875        | 97.33%       | 43356       | 91.08%      |
| Votes blancs             | Votes blancs             | Votes blancs                  | Votes blancs             | 896          | 1.9%         | 3279        | 6.89%       |
| Votes nuls               | Votes nuls               | Votes nuls                    | Votes nuls               | 365          | 0.77%        | 964         | 2.03%       |
| Total                    | Total                    | Total                         | Total                    | 47136        | 100%         | 47599       | 100%        |
| Abstention               | Abstention               | Abstention                    | Abstention               | 33246        | 41.36%       | 32759       | 40.77%      |
| Inscrits / participation | Inscrits / participation | Inscrits / participation      | Inscrits / participation | 80382        | 58.64%       | 80358       | 59.23%      |

#### Département de Meurthe-et-Moselle
- La fiche de l'INSEE de cette circonscription : « Tableaux et Analyses de la troisième circonscription de Meurthe-et-Moselle », sur insee.fr, site de l'Institut national de la statistique et des études économiques (consulté le 10 juin 2007) [PDF]

- « Tous les députés du département de Meurthe-et-Moselle depuis 1789 » [archive du 28 septembre 2007], sur assemblee-nationale.fr, site de l'Assemblée nationale française (consulté le 10 juin 2007)

- « Informations contentieuses sur le département de Meurthe-et-Moselle (Élections législatives de 2002) », sur conseil-constitutionnel.fr, site du Conseil constitutionnel (consulté le 13 juin 2007)

#### Circonscriptions en France
- « Carte des circonscriptions législatives en France », sur assemblee-nationale.fr, site de l'Assemblée nationale française (consulté le 10 juin 2007)

- « Résultats électoraux officiels en France », sur interieur.gouv.fr, site du ministère de l'Intérieur (France) (consulté le 13 juin 2007)

- Description et Atlas des circonscriptions électorales de France sur http://www.atlaspol.com, Atlaspol, site de cartographie géopolitique, consulté le 13 juin 2007.